# Gorje (Gorenjska)
Gorje is een gemeente in het noordwesten van Slovenië, die in mei 2006 ontstond uit de gemeente Bled.
Dichtbij is de Vintgarkloof.
1. ↑  "Prebivalstvo po starosti in spolu, občine, Slovenija, polletno". Statistični urad Republike Slovenije. Geraadpleegd op 18 april 2021.